# はまたけし
はま たけし（濱 剛、1985年8月27日 - ）は、日本の作曲家、編曲家、作詞家、音楽プロデューサー、ピアニスト。千葉県八千代市出身。

## 来歴
9歳よりピアノによる作曲、13歳よりコンピュータによる作曲（DTM）を始め、15歳よりホームページでMIDIデータでの楽曲公開やインターネット上の投稿サイトmuzieにて活動を始める。
国立音楽大学作曲専攻在学中より、シンセサイザープラグラミングの仕事を開始し、テレビアニメやコンシューマーゲーム、CMのBGM作編曲や、二次元アイドルへの楽曲提供を中心に活動。

## 主な作品

### アニメ
- Devil May Cry （2007年、WOWOW）- 劇伴音楽、オープニングテーマ「d.m.c」、エンディングテーマ「I'll be your home」（及川リン）（作曲/編曲）
- こばと。（2009年、NHK）- 劇伴音楽、挿入歌「あした来る日」（花戸小鳩、CV.花澤香菜）（作曲/編曲）
- まおゆう魔王勇者（2013年、TOKYO MXほか）劇伴音楽[1]、挿入歌「アウステンアウスト」（Vo.riya）「にんげんのうた」（メイド妹、CV.東山奈央）（作詞/作曲/編曲）
- 超游世界（2017年、YouTubeほか）
- アイドルタイムプリパラ（2017年、テレビ東京）
- TSUKIPRO THE ANIMATION（2017年、TOKYO MXほか）- QUELL楽曲のオープニングテーマ、エンディングテーマ（作詞/作曲/編曲）
- 若おかみは小学生!（2018年、テレビ東京）
- TSUKIPRO THE ANIMATION 2（2019年、TOKYO MXほか）- QUELL楽曲や混在ユニットのオープニングテーマ、エンディングテーマ（作詞/作曲/編曲）
- 手品先輩（2019年、TOKYO MXほか）
- VAZZROCK THE ANIMATION（2022年、TOKYO MXほか）- エンディングテーマ「花の誇り」（大黒岳、CV.増元拓也）（作詞/作曲/編曲）
- お買いものパンダ！（2024年、TOKYO MXほか）劇伴音楽、主題歌「あれはお買いものパンダ！」（お買いものパンダ、CV.大谷育江）（作詞/作曲/編曲）
- 謎解きはディナーのあとで（2025年、フジテレビほか）劇伴音楽[2]

### ゲーム/スマートフォンアプリ
- 勇者のくせになまいきだ。（2007年、PlayStation Portable）
- 勇者のくせになまいきだor2（2008年、PlayStation Portable）
- 美女暦（2009年、Android/iOS）
- うごくメモ帳 （2010年、ニンテンドー3DS）- 「マリオ絵描き歌」（作曲/編曲）
- ゼルダの伝説 時のオカリナ 3D （2011年、ニンテンドー3DS）- （楽曲データコンバート）
- スーパーマリオ 3Dランド（2011年、ニンテンドー3DS）
- ゼルダの伝説 スカイウォードソード（2011年、Wii）
- 神撃のバハムート（2014年、携帯電話/Android）- エルタ（CV.蒼井翔太）エンディングテーマ（作曲/編曲）
- イケメン革命◆アリスと恋の魔法（2016年、Android/iOS）
- ツキノパラダイス（2017年 - 2020年、Android/iOS）- QUELL楽曲提供
- イケメンヴァンパイア◆偉人たちと恋の誘惑（2017年 - 2022年、Android/iOS）
- ゼルダの伝説 スカイウォードソードHD（2021年、Nintendo Switch）
- VIractal（2025年、Steam）

### 映画
- Blue Symphony（2008年、みつよしたかひろ監督）
- パコと魔法の絵本（2008年、中島哲也監督）-（出演/編曲/楽譜制作）
- BECK（2010年、堤幸彦監督）-（編曲/楽譜制作）
- アメイジンググレイス儚き男たちへの詩（2011年、川野浩司監督）-（ピアノ指導）
- ReDiscovering.jp（2017年、印藤麻記監督）
- 朝靄（2023年、川野邉修一監督）

### ドラマCD
- 華Doll*（2020年 - 2024年）- Loulou*diの劇伴音楽

### 舞台
- 魔界転生（2018年、2021年）- 日本テレビ開局65周年記念舞台、堤幸彦監督
- 2.5次元ダンスライブ「S.Q.S」Episode 1「はじまりのとき-Thanks for chance to see you-」（2018年）- （楽曲提供）
- イケメン革命◆アリスと恋の魔法 THE STAGE Episode.フェンリル＝ゴッドスピード（2018年）-（劇伴提供）
- 2.5次元ダンスライブ「S.Q.S」Episode 2「星芒の彼方-月野百鬼夜行綺譚-」（2018年）- （楽曲提供）
- RICE on STAGE「ラブ米」～I'll give you rice～（2018年）-（編曲）
- 2.5次元ダンスライブ「S.Q.S」Episode 3「ROMEO - in the darkness -」（2019年）- （楽曲提供）
- 2.5次元ダンスライブ「S.Q.S」Episode 4「TSUKINO EMPIRE2 -Beginning of the World-」（2019年）- （楽曲提供）
- 2.5次元ダンスライブ「S.Q.S」Episode 5「篁 志季消失事件」（2020年）- （楽曲提供）
- 2.5次元ダンスライブ「S.Q.S」Episode 6「キソセカイステージ：zwei『アカイホノオ』（2020年）- （主題歌作詞/作曲/編曲、楽曲提供)
- 2.5次元ダンスライブ「S.Q.S」Episode 7『斬心- 千五百秋の朝に。-』（2021年）- （楽曲提供）
- 2.5次元ダンスライブ「S.Q.S」Episode 8『SCHOOL REVOLUTION あの頃の僕らは』（2022年）- （楽曲提供）
- 2.5次元ダンスライブ「S.Q.S」Episode 9『The Freely』（2023年）- （編曲、楽曲提供）
- 2.5次元ダンスライブ「S.Q.S」Episode 10『月野奇譚 太極伝奇 -干戈騒乱-』（2024年）- （楽曲提供）

### バラエティ番組
- おはスタ（2018年）-「ふにゃんぽりんダンス」（作曲/編曲）

### 楽曲提供
- 大嶋啓之「Pradise Lost」（2003年）
  - 「Reverie」（作詞/編曲）
- Nueli「Nueli」（2004年）
  - 「Phantasmagoria」（作曲/編曲）
  - 「Glimmer」（作曲/編曲）
  - 「Halidom」（作曲/編曲）
  - 「Quagmire」（作曲/編曲）
  - 「Faerie」（作曲/編曲）
- ロックマンアレンジCD「25th Anniversary ROCKMAN Arrange」（2012年）
  - 「Quickman〜Flashman～Heatman Medley from ROCKMAN2」（編曲）
- 沖増菜摘「FANTASIA」（2012年）
  - 「Overture」（作曲/編曲）
  - 「Devotion」（作曲/編曲）
  - 「Last Flame」（作曲/編曲）
  - 「Before Dawn」（作曲/編曲）
  - 「Toilet Power」（作曲/編曲）
  - 「Lightly Row」（作曲/編曲）
  - 「Struggle For Justice」（作曲/編曲）
  - 「Gracious Rain」（作曲/編曲）
  - 「There Is A God (Soko Ni Kami Wa Ariki)」（作曲/編曲）
  - 「Chocolate Kingdom」（作曲/編曲）
  - 「Independence March」（作曲/編曲）
  - 「Chaos Mind」（作曲/編曲）
  - 「Sisvo Puv Puim」（作曲/編曲）
  - 「Petite Valse」（作曲/編曲）
  - 「In My Hands」（作曲/編曲）
  - 「Encore」（作曲/編曲）
- ワンダラーミンストレル・エルタ（CV.蒼井翔太）「Open your mind」（2014年）
  - 「Open your mind」（作曲/編曲）
  - 「天使のレクイエム」（作曲/編曲）
- 未浦愛子「異国の花」（2015年）
  - 「SUNDAY MAGIC」（作曲/編曲）
  - 「絆」（作曲/編曲）
  - 「心のかけら」（作曲/編曲）
  - 「大切なもの」（作曲/編曲）
  - 「異国の花」（作曲/編曲）
  - 「晴れわたる空」（作詞/作曲/編曲）
  - 「曲がり道」（作曲/編曲）
  - 「Birthday」（作曲/編曲）
  - 「嵐の時も」（作詞/作曲/編曲）
  - 「ピーナツ☆パラダイス」（作曲/編曲）
- ハマカワメグミ「たのしみキューブ」（2015年）
  - 「中毒フェイズ」（作詞/作曲/編曲）
  - 「マドロスの舵」（作詞/作曲/編曲）
- Velŝipo「Shardora」（2016年）- 新居昭乃とのユニット
  - 「Shardora」（作曲/編曲）
  - 「Toward the Moon」（作曲/編曲）
  - 「Shanti」（作詞/作曲/編曲）
  - 「Ophelia」（編曲）
  - 「Lastina」（作曲/編曲）
  - 「Dawn」（作曲/編曲）
- QUELL（CV.武内駿輔、西山宏太朗、仲村宗悟、野上翔）「SolidSシリーズ QUELL「BELIEVER -祈り-」」（2016年）
  - 「BELIEVER -祈り-」（作詞/作曲/編曲）
  - 「時を越えて」（作詞/作曲/編曲）
  - 「HIKARI」（作詞/作曲/編曲）
- 和泉柊羽（CV.武内駿輔）「SQ 「X Lied」vol.1 志季&柊羽」（2017年）
  - 「End of Night」（作詞/作曲/編曲）
- QUELL「SQ ユニットソング「表裏」シリーズ 『表QUELL』」（2017年）
  - 「WING」（作詞/作曲/編曲）
- 久我壱流（CV.野上翔）「SQ 「X Lied」vol.2 翼&壱流」（2017年）
  - 「紅く染まる空」（作詞/作曲/編曲）
- QUELL「SQ QUELL vol.2「I saw a rainbow」」（2017年）
  - 「Seafloor」（作詞/作曲/編曲）
  - 「砕かれた霞」（作詞/作曲/編曲）
  - 「蒼い水」（作詞/作曲/編曲）
- 久我壱星（CV.仲村宗悟）「SQ 「X Lied」vol.3 里津花&壱星」（2017年）
  - 「星空」（作詞/作曲/編曲）
- QUELL「SQ ユニットソング「表裏」シリーズ 『裏QUELL』」（2017年）
  - 「NEMOPHILA」（作詞/作曲/編曲）
- 堀宮英知（CV.西山宏太朗）「SQ 「X Lied」vol.4 大&英知」（2017年）
  - 「虹」（作詞/作曲/編曲）
- QUELL「TSUKIPRO THE ANIMATION 主題歌 QUELL「Because you are」」（2017年）
  - 「Because you are」（作詞/作曲/編曲）- 「TSUKIPRO THE ANIMATION」オープニングテーマ
- QUELL「TSUKIPRO THE ANIMATION 第2巻」（2018年）
  - 「小さな世界」（作詞/作曲/編曲）- 「TSUKIPRO THE ANIMATION」エンディングテーマ
- QUELL「TSUKIPRO THE ANIMATION 第4巻」（2018年）
  - 「Above the best」（作詞/作曲/編曲）- 「TSUKIPRO THE ANIMATION」エンディングテーマ
- QUELL「TSUKIPRO THE ANIMATION 第6巻」（2018年）
  - 「ありがとう」（作詞/作曲/編曲）- 「TSUKIPRO THE ANIMATION」エンディングテーマ
- 久我壱星（CV.仲村宗悟）「SQ QUELL 花鳥風月「花」編」（2018年）
  - 「あなたの花」（作詞/作曲/編曲）
- 久我壱流（CV.野上翔）「SQ QUELL 花鳥風月「鳥」編」（2018年）
  - 「眠る大鴉」（作詞/作曲/編曲）
- 堀宮英知（CV.西山宏太朗）「SQ QUELL 花鳥風月「風」編」（2018年）
  - 「移り気な風」（作詞/作曲/編曲）
- QUELL「SQ QUELL 「RE:START」シリーズ(1)」（2018年）
  - 「Hiddne Eclipse」（作詞/作曲/編曲）
- QUELL「SQ QUELL 「RE:START」シリーズ(2)」（2018年）
  - 「Blue Fire Crater」（作詞/作曲/編曲）
- 和泉柊羽（CV.武内駿輔）「SQ QUELL 花鳥風月「月」編」（2018年）
  - 「Pale Moonlight」（作詞/作曲/編曲）
- QUELL「SQ QUELL 「RE:START」シリーズ(3)」（2018年）
  - 「Angel's Ladder」（作詞/作曲/編曲）
- QUELL「SQ QUELL 「RE:START」シリーズ(4)」（2019年）
  - 「Diamond Dust」（作詞/作曲/編曲）
- QUELL「SQ QUELL 「RE:START」シリーズ(5)」（2019年）
  - 「Fata Morgana」（作詞/作曲/編曲）
- QUELL「SQ QUELL 「RE:START」シリーズ(6)」（2019年）
  - 「Double Shooting Stars」（作詞/作曲/編曲）
- QUELL「SQ 「CARDS」シリーズ1巻 QUELL「CLUB」」（2019年）
  - 「Club the Cage」（作詞/作曲/編曲）
  - 「水性のクローバー」（作詞/作曲/編曲）
- 銀夏「Yellow Bird」（2019年）
  - 「Lives」（作曲/編曲）
- 銀夏「デイジー/Dream covered in ash」（2019年）
  - 「デイジー」（作曲/編曲）
- 新居昭乃「ツバメ」（2019年）
  - 「眩光」（作曲/編曲）
- QUELL「SQ 「CARDS」シリーズ3巻 QUELL「HEART」」（2020年）
  - 「Love You Forever」（作詞/作曲/編曲）
  - 「愛の希望」（作詞/作曲/編曲）
- SQ混合ユニット「SQ 「Neo X Lied」vol.2 翼&壱流」（2020年）
  - 「新たなCOLOR」（作詞/作曲/編曲）- （CV.斉藤壮馬、野上翔）
- Loulou*di「華Doll*2nd season INCOMPLICA:IU～Univers～」（2020年）
  - 「Intro: Univers」（作曲/編曲）
  - 「Empty Dream」（作詞/作曲/編曲）
  - 「Addictive Whispering」（作詞/作曲/編曲）
- Pure Hearts「Snow in Heaven」（2020年）
  - 「Snow in Heaven」（作曲/編曲）
- SQ混合ユニット「SQ 「Neo X Lied」vol.4 大&柊羽」（2021年）
  - 「音のLOOP」（作詞/作曲/編曲）- （CV.梅原裕一郎、武内駿輔）
- MoonS （CV.上村祐翔、柿原徹也、森久保祥太郎、大河元気、増田俊樹）「Non stop fallin' love!」（2021年）
  - 「鏡のマスカレード」（作詞/作曲）
- Loulou*di「華Doll*2nd season INCOMPLICA:I/F～Idéal～」（2021年）
  - 「Intro: Idéal」（作曲/編曲）
  - 「Final Direction」（作詞/作曲/編曲）
  - 「Butterfly Knife」（作詞/作曲/編曲）
- QUELL『TSUKIPRO THE ANIMATION 2』主題歌 QUELL「YOUR FREEDOM」（2021年）
  - 「YOUR FREEDOM」（作詞/作曲/編曲）- 「TSUKIPRO THE ANIMATION 2」オープニングテーマ
- アララ・トーキョー「Play Date」（編曲）
- QUELL「TSUKIPRO THE ANIMATION 2　第2巻」（2021年）
  - 「僕を誘う声」（作詞/作曲/編曲）- 「TSUKIPRO THE ANIMATION 2」エンディングテーマ
- SQ混合ユニット「2.5次元ダンスライブ「SQ」ステージ Episode 6 キソセカイステージ：zwei「アカイホノオ」主題歌「アカイホノオ ～Go On And On～」」（2021年）
  - 「アカイホノオ ～Go On And On」-（CV.日向野祥、瀬戸啓太、阿部快征、小林涼、田中稔彦、中尾拳也、山中健太、山中翔太）
- Loulou*di（CV.武内駿輔、豊永利行、山下大輝）「「華Doll*2nd season INCOMPLICA:IT～Pensée～」（2022年）
  - 「Intro: Pensée」（作曲/編曲）
  - 「Immortal Tale」（作詞/作曲/編曲）
  - 「Black Pulse」（作詞/作曲/編曲）
- ツキプロ混合ユニット「TSUKIPRO THE ANIMATION 2　第3巻」（2022年）
  - 「神解けに当たる時」（作詞/作曲/編曲）- 「TSUKIPRO THE ANIMATION 2」エンディングテーマ（CV.豊永利行、村田太志、沢城千春、花江夏樹、梅原裕一郎、武内駿輔、西山宏太朗）
- Loulou*di「華Doll* 3rd season THINK OF ME: MONO」（2022年）
  - 「Intro: MONO」（作曲/編曲）
  - 「Perfect Pride」（作詞/作曲/編曲）
  - 「Abortive Flower」（作詞/作曲/編曲）
- 羽柴玄尉（CV.住谷哲栄）「帷 陰陽シリーズ 陰「Black with high purity」」（2022年）
  - 「刹那的ブラスト」（作詞/作曲/編曲）
- QUELL「TSUKIPRO THE ANIMATION 2　第5巻」（2022年）
  - 「夜通しの黙考」（作詞/作曲/編曲）- 「TSUKIPRO THE ANIMATION 2」エンディングテーマ
- ツキプロ混合ユニット「TSUKIPRO THE ANIMATION 2　第6巻」（2022年）
  - 「Elements」（作詞/作曲）- （CV.豊永利行、寺島惇太、江口拓也、武内駿輔）
- ツキプロ混合ユニット「TSUKIPRO THE ANIMATION 2　第7巻」（2022年）
  - 「Best Wishes」（作詞/作曲/編曲）- （CV.豊永利行、小野友樹、古川慎、村田太志、沢城千春、土岐隼一、山谷祥生、山下大輝、寺島惇太、江口拓也、斉藤壮馬、花江夏樹、梅原裕一郎、武内駿輔、西山宏太朗、仲村宗悟、野上翔）
- Loulou*di「華Doll* 3rd season THINK OF ME: ARK」（2023年）
  - 「Intro: ARK」（作曲/編曲）
  - 「Hopeless Ark」（作詞/作曲/編曲）
  - 「Dying Matter」（作詞/作曲/編曲）
- 久我壱流（CV.野上翔）「SQ「あの頃の僕らは」シリーズ・久我壱流「あの日々があるから」」（2023年）
  - 「あの日々があるから」（作詞/作曲/編曲）
- 久我壱星（CV.仲村宗悟）「SQ「あの頃の僕らは」シリーズ・久我壱星「群青写真」」（2023年）
  - 「群青写真」（作詞/作曲/編曲）
- 和泉柊羽（CV.武内駿輔）「SQ「あの頃の僕らは」シリーズ・久我壱流「Shadows Past」」（2023年）
  - 「Shadows Past」（作詞/作曲/編曲）
- 堀宮英知（CV.西山宏太朗）「SQ「あの頃の僕らは」シリーズ・久我壱流「愛を祈ろう」」（2023年）
  - 「愛を祈ろう」（作詞/作曲/編曲）
- Loulou*di「華Doll* 3rd season THINK OF ME: NOTHING」（2023年）
  - 「Intro: NOTHING」（作曲/編曲）
  - 「Dead Sea Note」（作詞/作曲/編曲）
  - 「Growing Nightmare」（作詞/作曲/編曲）
- Loulou*di「華Doll* 3rd season THINK OF ME: DÉJÀ VU」（2023年）
  - 「Intro: DÉJÀ VU」（作曲/編曲）
  - 「Invisible Cross」（作詞/作曲/編曲）
  - 「Another Liar」（作詞/作曲/編曲）
- フジパシフィックミュージック「Forever Young！〜Chapter1〜 」（2024年）
  - 「ボクらの未来へ駆け出そう！」（作曲/編曲）
  - 「ウキウキ学園生活」（作曲/編曲）
  - 「トキメキ始めた片想い」（作曲/編曲）
- lasah & はまたけし「MIMESIS × LOVE IS EVERYWHERE」
  - 「MIMESIS」（作曲/編曲）
  - 「LOVE IS EVERYWHERE」（作曲/編曲）
- Loulou*di「華Doll* 3rd season THINK OF ME: CHOOSE」（2024年）
  - 「Bioagent」（作詞/作曲/編曲）- 烏麻亜蝶（CV.豊永利行）
  - 「Above The Sky」（作詞/作曲/編曲）
  - 「Dream Eden」（作詞/作曲/編曲）
- QUELL「SQ「あの頃の僕らは」シリーズ・QUELL「What Do We See／おかえりただいま」」（2024年）
  - 「What Do We See」（作詞/作曲/編曲）
  - 「おかえりただいま」（作詞/作曲/編曲）
- お買いものパンダ（CV.大谷育江）「あれはお買いものパンダ！」（2024年）（作詞/作曲/編曲）

### CM
- 武田薬品工業 アリナミンA「続ける毎日」篇（2006年）
- 明治製菓 カカオスタイル「夏の思い出」篇（2006年）
- AEON「妻から夫へ」篇（2006年）
- NEXCO東日本「E-NEXCO PASS」篇（2007年）
- Sammy「シゲキスト・エピソード4」篇（2007年）
- Sammy「シゲキスト・エピソード5」篇（2007年）
- 明星食品 もち！っとワンタン麺「本場で勝負」篇（2007年）
- マクドナルドドライブスルー「AM1:47のお客様」篇（2007年）
- JR東日本 モバイルSuica「Sound of Suica新幹線Ver」篇（2008年）
- JA BANK「ちょきんぎょエコクロック」篇（2008年）
- 再春館製薬所 ドモホルンリンクル「紫外線は目じりにも」篇（2008年）
- ジュエルカフェ「貴金属刑事」篇（2009年）楽譜制作
- 日本BS放送株式会社「ウニ」篇（2011年）
- 日本BS放送株式会社「ハリ」篇（2011年）
- 「Akio Hirata Hat Exhibition special movie」（2011年）
- 「Re-GENERATE TOHOKU」（2011年）
- Globe Project「Dream Ticket Cup」篇（2011年）
- 「渋谷区政80周年記念式典映像」（2012年）
- 「RABAUL & KOKOPO (Papua New Guinea)」篇（2012年）
- 富士フイルム「佐々木希の休日＋チェキ」篇（2013年）
- ロート製薬 オバジプラチナイズドミルク「銀白のツヤ・ハリ」篇（2013年）
- JT Roots「しみるぜ。」篇（2013年）
- みつばちほけん「ほったらかし」篇（2013年）
- CANON PowerShot N100 魅力紹介ムービー（2013年）
- セコム 「長嶋茂雄さんとセコム』篇」（2013年）
- 銀座ファインケアクリニック（2018年）
- ぷちドラゼミ（2018年）
- ユニ・チャーム 三ツ星グルメ「おさかな素通り」篇（2019年）
- ミツカン （2019年）

## メディア出演・雑誌
- LiNK.【リンク】 Vol.002 音楽と人増刊 表紙巻頭:TSUKIPRO THE ANIMATION（2017年）
- 「TSUKIPRO THE ANIMATION」放送直前特番（2017年）
- LisOeuf♪vol.22（2021年）